# ماروفنگادی
ماروفنگادی (به لاتین: Marofangady) یک منطقهٔ مسکونی در ماداگاسکار است که در ایتاسی واقع شده‌است.
 ماروفنگادی  ۳٬۰۰۰ نفر جمعیت دارد و ۱٬۶۷۳ متر بالاتر از سطح دریا واقع شده‌است.